# Vector Graphics Vector 4
Vector Graphics Vector 4 (Vector 4) је професионални рачунар, производ фирме Vector Graphics који је почео да се израђује у САД током 1983. године.
Користио је Zilog Z80C + Intel 8088 као централни микропроцесор а РАМ меморија рачунара Vector 4 је имала капацитет од 128 KB до 256 KB. 
Као оперативни систем кориштен је CP/M и MS-DOS.

## Детаљни подаци
Детаљнији подаци о рачунару Vector 4 су дати у табели испод.
|                       |                                                                                           |
| [ 1 ]                 |                                                                                           |
| Произвођач            |                                                                                           |
| Тип                   | професионални рачунар                                                                     |
| Меморија              | 128 (до 256 )                                                                             |
| Поријекло             | Сједињене Америчке Државе                                                                 |
| Година                | 1983                                                                                      |
| Тастатура             | тастатура са пуним помаком тастера са функцијским тастерима и посебна нумеричка тастатура |
| Процесор              | 8088                                                                                      |
| Фреквенција процесора | 6                                                                                         |
| RAM                   | 128 (до 256 )                                                                             |
| ROM                   | непознато                                                                                 |
| Текст                 | 80 x 24                                                                                   |
| Графика               | 640 x 312 (црно-бијело) / 320 x 312 (4 интензитета) / 160 x 312 (16 интензитета)          |
| Боја                  | опциона                                                                                   |
| Звук                  | непознато                                                                                 |
| Димензије             |                                                                                           |
| Портови               |                                                                                           |
| Оперативни систем     | и                                                                                         |